# 奥斯卡·克里斯蒂

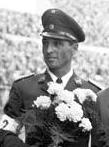
奥斯卡·克里斯蒂 (1952年)

奥斯卡·克里斯蒂（西班牙語：Óscar Cristi，1916年6月29日—1965年3月25日），智利男子马术运动员。他曾代表智利参加1952年夏季奥林匹克运动会马术比赛，获得个人场地障碍赛和团体场地障碍赛银牌。